# Commissione Hirsch
La Commissione Hirsch fu la seconda commissione della Comunità europea dell'energia atomica.